# Kang Han-na
Kang Han-na (hangul: 강한나; Seúl, 30 de enero de 1989) es una actriz surcoreana.

## Carrera
Es miembro de la agencia KeyEast Entertainment.
En noviembre del 2019 se anunció que se uniría al elenco principal del breve drama especial Woman Who Bleeds From Her Ears' interpretando a Kim Soo-hee, una mujer que sangra de los oídos cada vez que escucha algo que no quiere oír.
El 17 de octubre del 2020 se unió al elenco principal de la serie Start-Up, donde dio vida a Won In-jae, una CEO que a pesar de tener todo lo que la sociedad respeta hace todo lo posible para crear su propio éxito a base de esfuerzo, hasta el final de la serie el 6 de diciembre del mismo año.
En mayo de 2021 se unió al elenco principal de la serie My Roommate Is a Gumiho (también conocida como "Frightening Cohabitation") donde interpretó a Yang Hye-sun, una ex gumiho y amiga de Shin Woo-yeo (Jang Ki-yong), quien a pesar de su impresionante apariencia tiene un corazón inocente y es bastante torpe e ingenua, hasta el final de la serie el 15 de julio del mismo año.
El 19 de octubre de 2021 se unió al elenco principal de la serie Bite Sisters, donde dio vida a Han Yi-na, una vampiro de 821 años que no soporta ver injusticias y quien luego de que inesperadamente se convierte en una influencer que marca tendencias con más de un millón de seguidores, decide usar su poder para ayudar en secreto a los necesitados, hasta el final de la serie el 19 de noviembre del mismo año.
En mayo de 2022 se unió al elenco principal de la serie Bloody Heart, donde da vida a Yoo-jung, una mujer de espíritu libre de la que el rey Lee Tae (Lee Joon) se enamora.

## Filmografía

### Series de televisión
| Año     | Título                                        | Personaje               | Red                       | Notas                         | Ref.                        |
| ------- | --------------------------------------------- | ----------------------- | ------------------------- | ----------------------------- | --------------------------- |
| 2013-14 | Miss Korea                                    | Im Sun-joo              | MBC                       |                               | [ 10 ] [ 11 ] [ 12 ] [ 13 ] |
| 2015    | To Be Continued                               | Maestra                 | MBC Every 1 Naver TV Cast |                               | [ 14 ]                      |
| 2015-16 | My Mom (2015년 드라마)                        | Kang Yoo-ra             | MBC                       |                               | [ 15 ] [ 16 ] [ 17 ] [ 18 ] |
| 2016    | Mirror of the Witch                           | Reina Park              | JTBC                      | Aparición especial, ep. 17-19 | [ 19 ]                      |
| 2016    | Moon Lovers: Scarlet Heart Ryeo               | Hwangbo Yeon-hwa        | SBS                       |                               | [ 20 ] [ 21 ]               |
| 2017    | Just Between Lovers                           | Jung Yoo-jin            | JTBC                      | 15 episodios                  | [ 22 ]                      |
| 2018    | Familiar Wife                                 | Lee Hee-won             | tvN                       |                               |                             |
| 2019    | Dram Special - Woman Who Bleeds From Her Ears | Kim Soo-hee             | tvN                       |                               |                             |
| 2019    | Designated Survivor: 60 Days                  | Han Na-kyung            | tvN                       |                               |                             |
| 2020    | Record of Youth                               | Jessica                 | tvN                       | Aparición especial, ep. 9     | [ 23 ]                      |
| 2020    | Start-Up                                      | Seo In-jae / Won In-jae | tvN                       | 16 episodios                  | [ 24 ]                      |
| 2021    | My Roommate Is a Gumiho                       | Yang Hye-sun            | tvN                       | 16 episodios                  |                             |
| 2021    | Bite Sisters                                  | Han Yi-na               | YouTube                   | Serie web, 10 episodios       |                             |
| 2022    | Bloody Heart                                  | Yoo-jung                | KBS2                      |                               | [ 25 ] [ 26 ]               |
| 2024    | Hablando con franqueza                        | On Woo-joo              | JTBC                      | 12 episodios                  | [ 27 ] [ 28 ] [ 29 ]        |

### Películas
| Año  | Título                       | Personaje                      |
| ---- | ---------------------------- | ------------------------------ |
| 2009 | Last Homecoming (short film) | Seon-young                     |
| 2009 | King of Guitar (short film)  | Young-jin                      |
| 2011 | Coming Out (short film)      | Jeong-woo                      |
| 2013 | Fasten Your Seatbelt         | Mary                           |
| 2013 | Commitment                   | empleada en Waffle house       |
| 2013 | Friend: The Great Legacy     | Ah-ram                         |
| 2014 | No Tears for the Dead        | maestra del jardín de infancia |
| 2015 | Empire of Lust               | Ga-hee                         |
| 2015 | Informality (short film)     | voz de estudiante              |
| 2015 | Stand (short film)           | Kang Han-na                    |

### Programas de variedades
| Año             | Programa                                       | Red  | Notas                                                                                       |
| --------------- | ---------------------------------------------- | ---- | ------------------------------------------------------------------------------------------- |
| 2020 - presente | Shall We Write Love? The Romance (The Romance) | JTBC | miembro                                                                                     |
| 2019            | In Search of Lost Time                         | MBC  | miembro                                                                                     |
| 2017-2020       | Running Man                                    | SBS  | miembro invitado (ep. 392-396, 399-400, 406-408) invitada (ep. 343, 380, 476, 486, 490-491) |
| 2016            | My Little Television                           | MBC  | participación especial (MLT-24, Episodio 48)                                                |

### Presentadora
| Año  | Evento                                   | Notas                     |
| ---- | ---------------------------------------- | ------------------------- |
| 2020 | 2020 Mnet Asian Music Awards (2020 MAMA) | presentadora de categoría |

### Radio
| Año         | Programa                | Cadena      | Notas |
| ----------- | ----------------------- | ----------- | ----- |
| 2019 - 2021 | Kang Han Na’s Volume Up | KBS Cool FM | DJ    |

## Premios y nominaciones
| Año  | Premio                       | Categoría                                              | Nominado trabajo                | Resultado |
| ---- | ---------------------------- | ------------------------------------------------------ | ------------------------------- | --------- |
| 2016 | SBS Drama Awards             | Premio a la excelencia, Actriz en un drama de Fantasía | Moon Lovers: Scarlet Heart Ryeo | Nominada  |
| 2017 | 53 Baeksang Arts Awards      | Mejor Actriz Nueva(Televisión)                         | Moon Lovers: Scarlet Heart Ryeo | Nominada  |
| 2020 | 2020 KBS Entertainment Award | Rookie Award for Radio                                 | Kang Han Na’s Volume Up         | Ganó      |